# Bab al-Hadid (Aleppo)
Bab al-Hadid (arab. باب الحديد) – wieś w Syrii, w muhafazie Aleppo, w dystrykcie Ajn al-Arab. W 2004 roku liczyła 228 mieszkańców.